# Спенсер, Луи, виконт Элторп
Луи Фредерик Джон Спенсер, виконт Элторп (англ. Louis Frederick John Spencer, Viscount Althorp; род. 14 марта 1994, Лондон) — британский аристократ член семьи Спенсеров. Племянник принцессы Дианы. 
Двоюродный брат Уильяма, принца Уэльского наследника престола.

## Биография
Родился 14 марта 1994 года в лондонском госпитале Святой Марии в Вестминстере, старший сын Чарльза Спенсера, 9-го графа Спенсера и его первой жены Виктории Локвуд. Племянник принцессы Уэльской Дианы Спенсер и двоюродный брат принца Уильяма герцога Кембриджского и принца Гарри герцога Сассекского, наследник графства Спенсеров.
Спустя год после его рождения семья переехала в Кейптаун Южную Африку, где он и вырос. Учился в Епархиальном колледже Кейптауна, затем поступил в Эдинбургский университет. 6 сентября 2022 года окончил Художественную школу искусствв Лондоне.

## Виконт Элторп
Закон о принципе наследования имущества и титулов от отца к старшему сыну, диктует что лорд Элторп, а не его старшая сестра леди Китти Спенсер унаследует титул графа Спенсер.